# Santissimo Nome di Maria
Santissimo Nome di Maria, officiellt benämnd Santissimo Nome di Maria al Foro Traiano, är en kyrkobyggnad och titeldiakonia i Rom, helgad åt Jungfru Maria och särskilt åt Hennes heliga namn. Kyrkan är belägen vid Foro Traiano i Rione Trevi och tillhör församlingen Santi XII Apostoli.

## Historia
Dagens kyrka ersatte den tidigare San Bernardo della Compagnia. Santissimo Nome di Maria ritades av den franske arkitekten Antoine Dérizet och uppfördes mellan 1736 och 1741. Kyrkans oratorium uppfördes 1812–1815 efter ritningar av Giuseppe Valadier.
Interiören hyser bland annat en Maria-ikon från 1200-talet, vilken tidigare fanns i San Lorenzo al Laterano. Kupolen har åtta tondi med scener ur Jungfru Marie liv. Dessa är utförda av Francesco Queirolo, Filippo della Valle, Giovanni Battista Maini, Carlo Tandarini, Michelangelo Slodtz och Bernardino Ludovisi.

## Titeldiakonia
Titeldiakonian Santissimo Nome di Maria al Foro Traiano stiftades av påve Paulus VI år 1969.
Kardinaldiakoner under 1900- och 2000-talet
- Sergio Guerri: 1969–1979, titulus pro illa vice: 1979–1992
- Vakant: 1992–1998
- Darío Castrillón Hoyos: 1998–2008, titulus pro illa vice 2008–2018
- Vakant: 2018–2020
- Mauro Gambetti: 2020–

## Bilder
| - Santissimo Nome di Maria (till höger) med Santa Maria di Loreto och Trajanuskolonnen. - Kupolinteriören. |